# Gegarkunik tartomány
Gegarkunik (örményül:Գեղարքունիք) Örményország keleti részén fekvő tartomány (marz), székhelye Gavar. Az ország legnagyobb tartománya. Északról Tavus, keletről Kotajk, délkeletről Ararat és délről meg Vajoz Dzor határolja. Itt található Örményország legnagyobb tava is, a Szeván-tó.

## Települései
Gegarkunik tartományban 92 község (hamajnkner, Arcvasen exklávéjának azeri megszállása óta de facto 91) található, melyből 5 város.

### Városok
- Gavar 25 700 fő
- Szevan 23 200 fő
- Vardenisz 12 700 fő
- Martuni 11 987 fő
- Csambarak 6370 fő

## Galéria

Gegarkunik
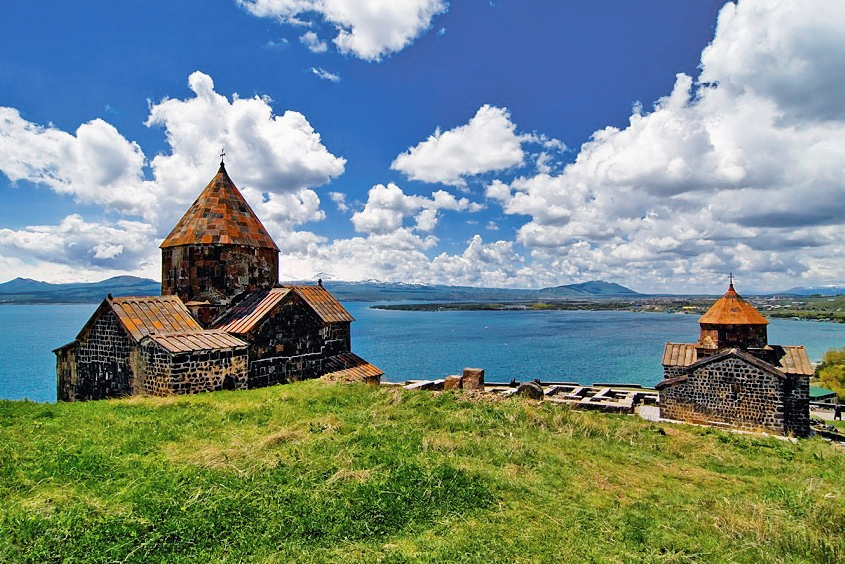
Szevanavank, 9. század
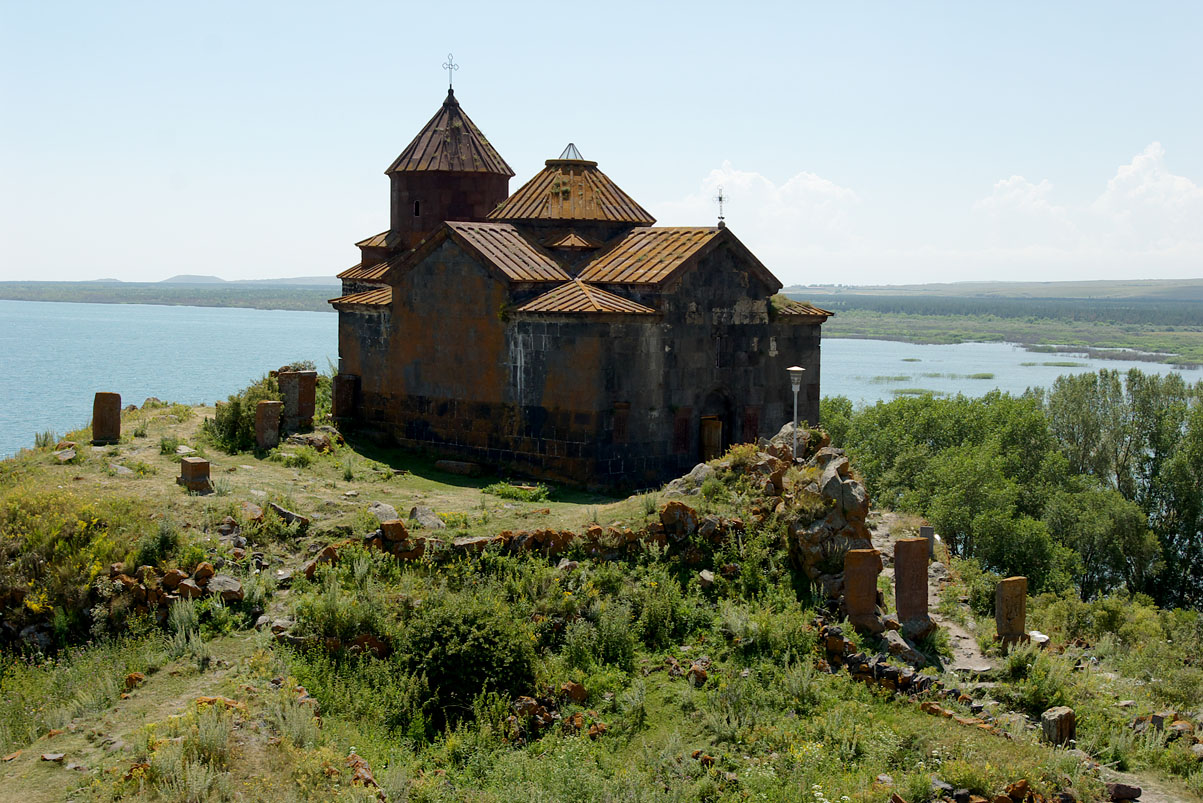
Hajravank, 8. század
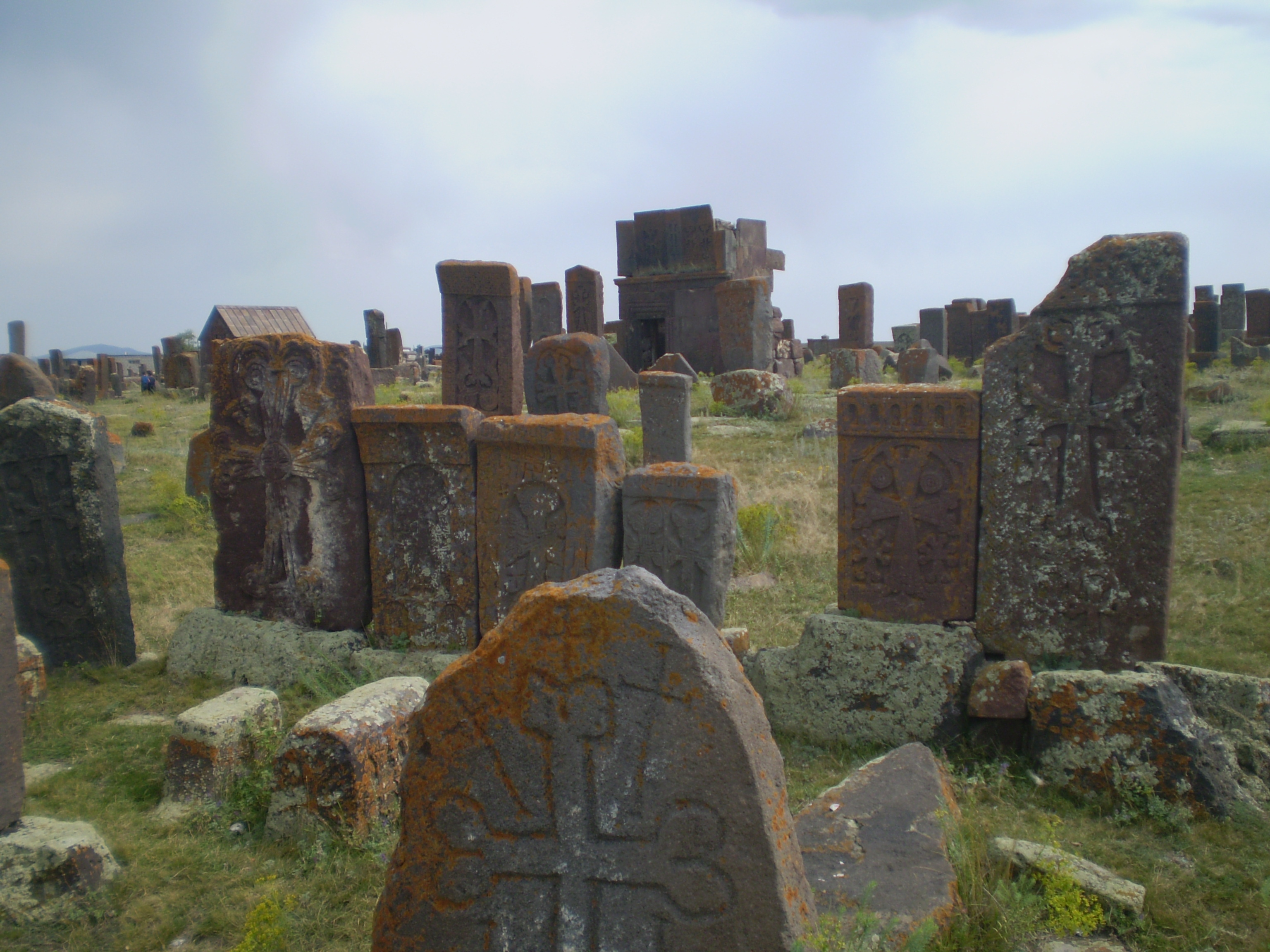
Noraduzi temető, 10. század
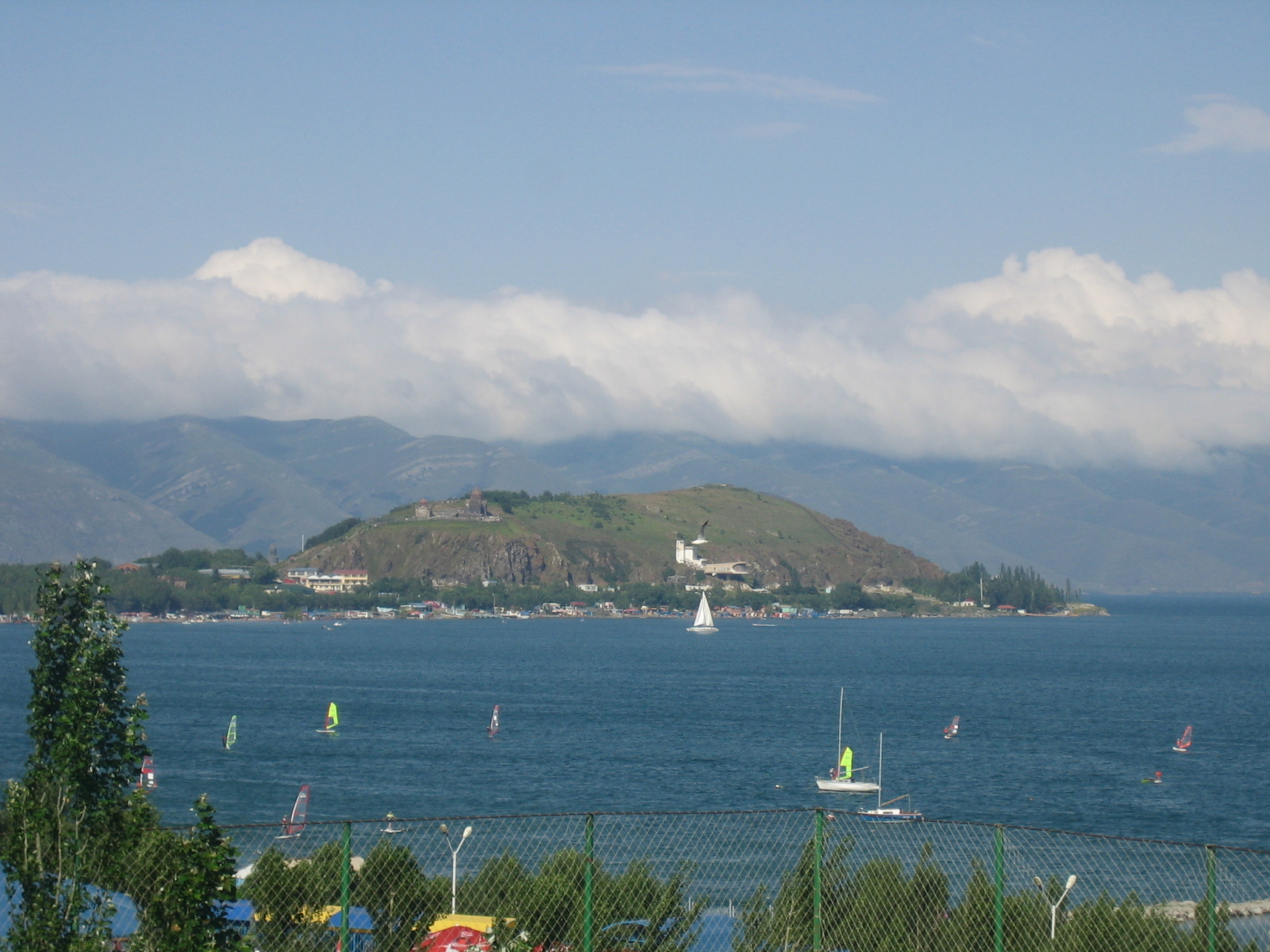
Szevan-félsziget
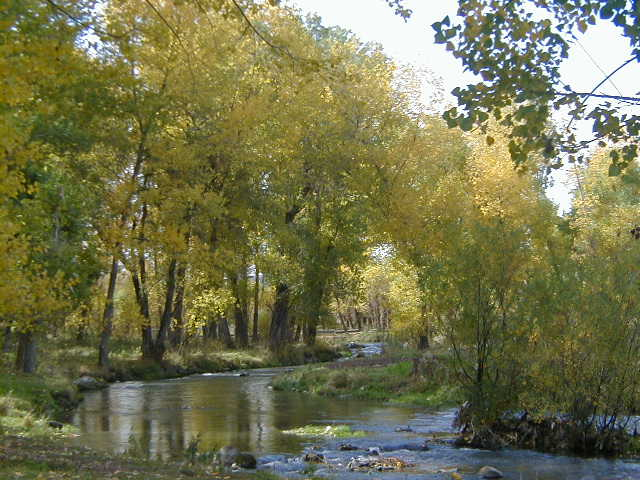
Ttuzsur faluja